# Maladera orientalis
Maladera orientalis är en skalbaggsart som beskrevs av Victor Ivanovitsch Motschulsky 1857. Maladera orientalis ingår i släktet Maladera och familjen Melolonthidae. Inga underarter finns listade i Catalogue of Life.